# Бабкин, Алексей Никитич
Алексей Никитич Бабкин (октябрь 1906, Екатеринодар — 6 ноября 1950, Москва) — сотрудник ЧК-ОГПУ-НКВД СССР, генерал-лейтенант (9 июля 1945). Заместитель начальника 1-го главного управления при Совете министров СССР по кадрам.

## Биография
Родился в Екатеринодаре в семье истопника в 1906 году. С 1923 года — ученик токаря на машиностроительном заводе «Кубаноль» в Краснодаре. Инструктор, заведующий отделом Краснодарского, Усть-Лабинского районных комитетов РКСМ, представитель ВЛКСМ в Кубанском окружном отделе народного образования, заведующий отделом Станичного райкома ВЛКСМ (1923—1928), на комсомольской работе. В 1928—1930 годах состоял в РККА. Окончил Ростовский институт машиностроения (по другим сведениям Черкасский политехнический институт) в 1935 году. В 1935—1937 годах — инженер-технолог, помощник начальника цеха Таганрогского машиностроительного завода «Красный гидропресс». В 1937—1938 годах — секретарь Сталинского районного комитета ВКП(б) Таганрога. В 1938 году — 2-й секретарь Таганрогского городского комитета ВКП(б), заведующий Промышленным отделом Ростовского областного комитета ВКП(б). В 1938—1939 годах — слушатель курсов НКВД СССР. В 1939—1940 годах — начальник Управления НКВД по Тульской области. В 1940—1941 годах — народный комиссар внутренних дел Казахской ССР, народный комиссар государственной безопасности Казахской ССР. В 1941—1943 годах — снова нарком внутренних дел Казахской ССР, и в 1943—1944 годах — опять нарком государственной безопасности Казахской ССР. В 1944—1945 годах — начальник Управления НКГБ по Челябинской области. В 1945—1946 годах — уполномоченный НКГБ—НКВД СССР по Латвийской ССР. В 1946—1949 годах — уполномоченный Совета министров СССР при НИИ физических проблем АН СССР. В 1949—1950 годах — заместитель начальника 1-го главного управления при Совете министров СССР по кадрам. Умер в Москве.

## Звания
- 17 января 1939 — капитан государственной безопасности;
- 14 марта 1940 — майор государственной безопасности;
- 22 октября 1940 — старший майор государственной безопасности;
- 14 февраля 1943 — комиссар государственной безопасности 3-го ранга;
- 9 июля 1945[2] — генерал-лейтенант.

## Награды
- Орден Ленина;
- Орден Красного Знамени — два награждения;
- Орден Красной Звезды[3];
- Знак «Почётный сотрудник госбезопасности».